# Словенская литература
Словенская литература (словен. Slovenska književnost) — литература на словенском языке.

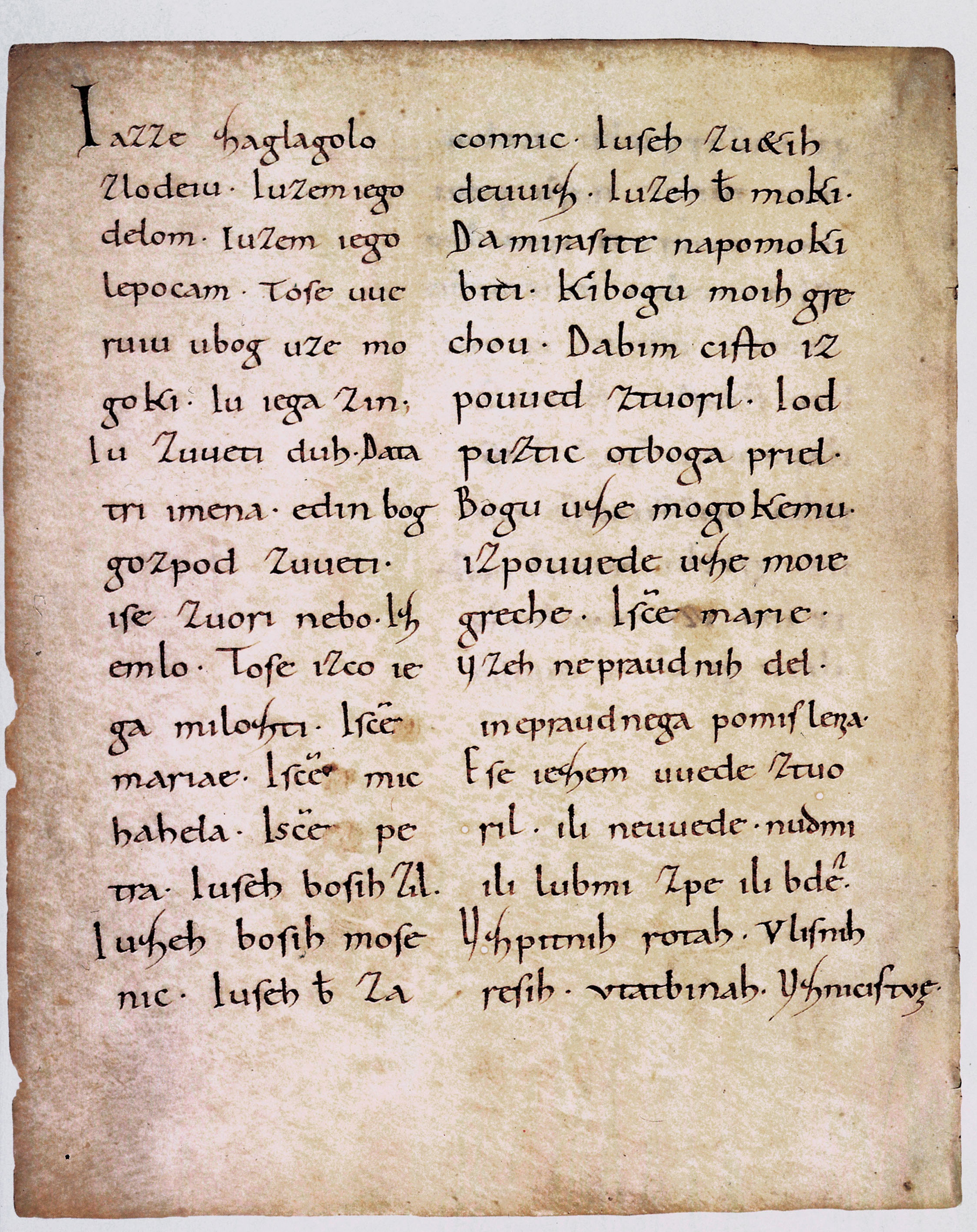
Страница Брижинских (Фрейзингенских) отрывков

Самый ранний известный пример определённо словенского диалекта в письменном виде — так называемые «Брижинские (Фрейзингенские) отрывки» (Brižinski spomeniki); они написаны между 972 и 1093 гг. — вероятно, ближе к концу этого периода — в долине реки Мёлль в Каринтии. Этот вероисповедный текст, древнейший письменный памятник словенского языка, написан латиницей (каролингским минускулом). Он является одной из древнейших сохранившихся славянских рукописей вообще.
Формирование словенского литературного языка в XVI веке связывается с работой реформаторов Приможа Трубара (1508—1586), Адама Бохорича (1520—1598) и Юрия Далматина (1547—1589). Тогда сегодняшняя Словения была частью Священной Римской империи, Австрийской империи и Австро-Венгрии, в которых немецкий язык был языком элиты, а по-словенски говорили только «простые» люди.

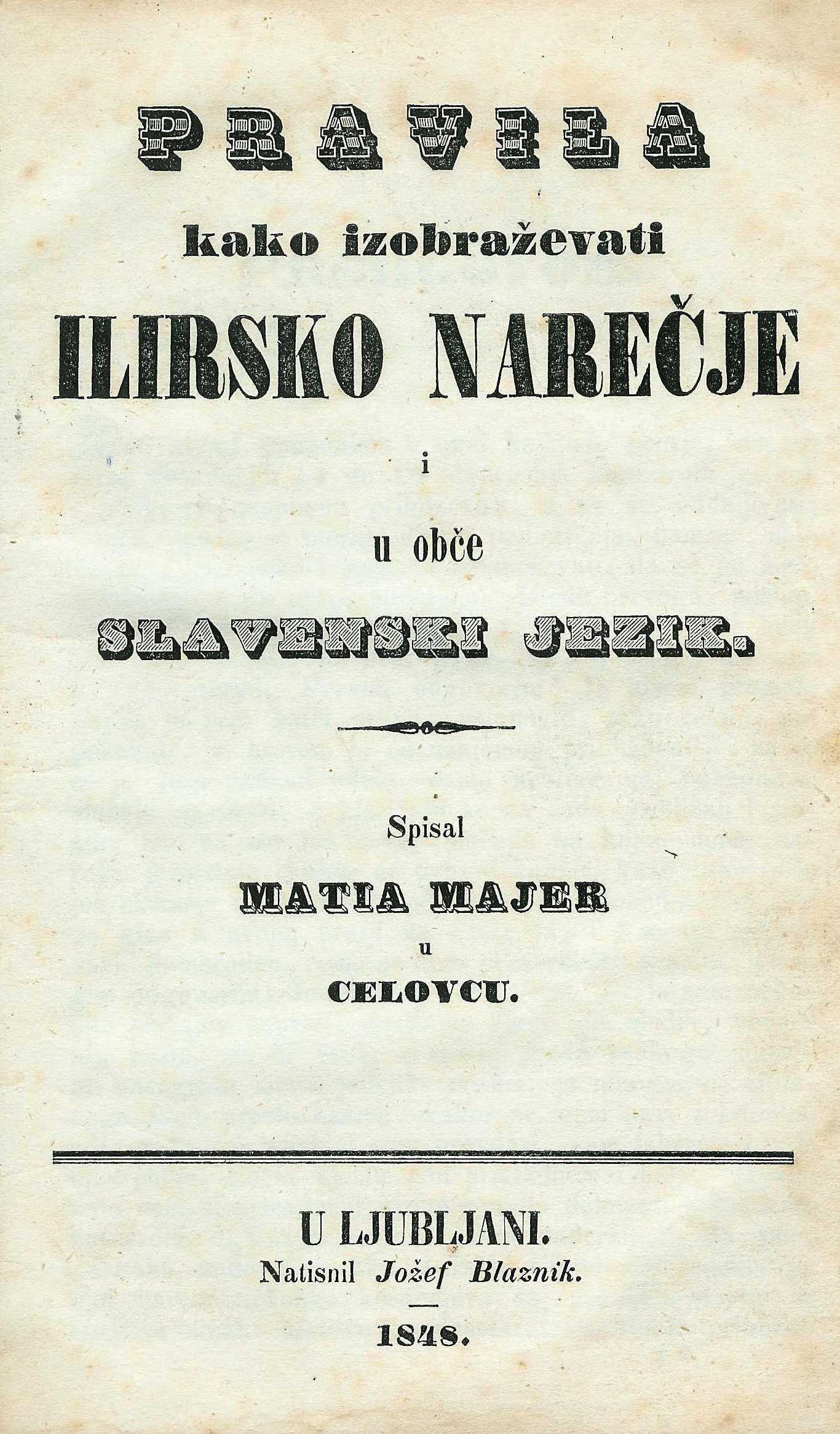
Матия Майер: «Правила для развития иллирского наречия»

В XVIII веке основа литературного языка сместилась с доленьских (нижних, долинных) диалектов на север, к Любляне, которая находится в переходной зоне между доленьскими и гореньскими (верхними, горными) диалектами.
Иллиризм и панславизм принесли слова из сербохорватского, чешского и русского языков.
В 1850-х формирование словенского литературного языка завершилось. Особое влияние на развитие литературного языка оказал своей литературной деятельностью католический епископ Антоний Мартин Сломшек. Можно сказать, что у сегодняшнего словенского языка доленьский консонантизм и гореньский вокализм.